# 그레이스토크 (영화)
그레이스토크(Greystoke: The Legend Of Tarzan, Lord Of The Apes)는 영국에서 제작된 휴 허드슨 감독의 1984년 모험, 가족, 멜로/로맨스, 드라마 영화이다. 크리스토퍼 램버트 등이 주연으로 출연하였고 스탠리 S. 캔터 등이 제작에 참여하였다.

## 출연

### 주연
- 크리스토퍼 램버트
- 랠프 리처드슨
- 이안 홈
- 제임스 폭스
- 앤디 맥도웰

### 조연
- 셰릴 캠벨
- 폴 제프리
- 존 웰스
- 나이젤 대번포트
- 이안 찰슨
- 니콜라스 파렐

## 제작진
- 원작자: 에드거 라이스 버로스
- 협력프로듀서: 가스 토머스
- 미술: 스투어트 크레그
- 의상: 존 몰로
- 배역: 팻시 폴락